# Voßhagen (Hückeswagen)
Voßhagen ist eine Hofschaft in Hückeswagen im Oberbergischen Kreis in Nordrhein-Westfalen (Deutschland) an der Grenze zu Remscheid.

## Lage und Beschreibung
Voßhagen liegt in unmittelbarer Nähe zur Wuppertalsperre und ist mit seinem Wanderparkplatz als Startpunkt für ausgedehnte Wanderungen gut geeignet. Die benachbarten Ortschaften heißen Hammerstein, Dürhagen, Hangberg, Steffenshagen und über die Talsperre hinweg Karrenstein.
Voßhagen ist über eine Zufahrtsstraße erreichbar, die zwischen Dörpmühle und Wiehagen von der Kreisstraße K2 (ein Teilstück der ehemals als Bergische Eisenstraße bekannter historischer Verkehrsweg) abzweigt und auch Hammerstein, Steffenshagen und Dürhagen anbindet.

## Geschichte
1490 wurde der Ort das erste Mal in Kirchenrechnungen urkundlich erwähnt. Die Schreibweise der Erstnennung war (Hannes) Vos. Eine weitere mundartliche Deutung der Vorsilbe „Voß-“ besagt, dass sie von dem Tier „Fuchs“ stammt. Die Karte Topographia Ducatus Montani aus dem Jahr 1715 zeigt den Hof als Voshagen. Im 18. Jahrhundert gehörte der Ort zum bergischen Amt Bornefeld-Hückeswagen.
Im Gemeindelexikon für die Provinz Rheinland werden 1885 ein Wohnhaus mit sechs Einwohnern angegeben. Der Ort gehörte zu dieser Zeit zur Landgemeinde Neuhückeswagen innerhalb des Kreises Lennep. 1895 besitzt der Ort ein Wohnhaus mit fünf Einwohnern, 1905 ein Wohnhaus und vier Einwohner.

## Sehenswürdigkeiten

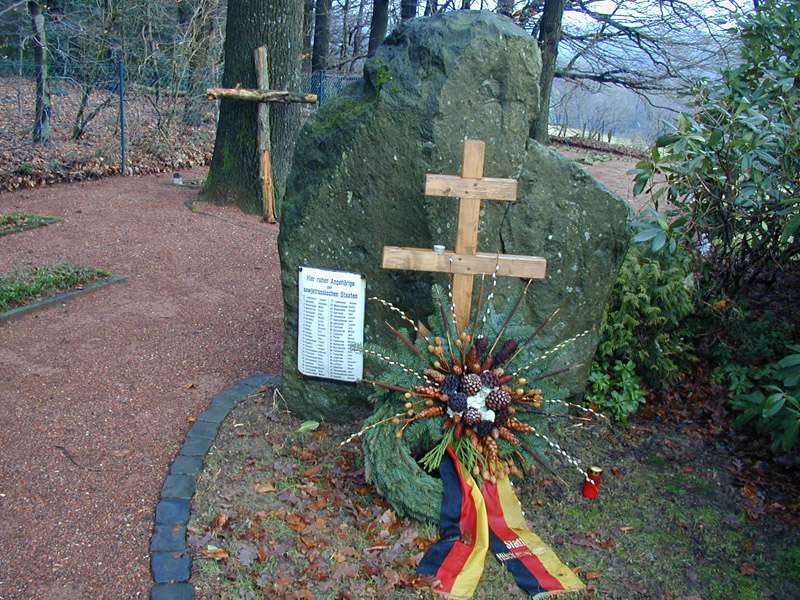
Ehrenfriedhof in Voßhagen

In der Nähe liegt das ehemalige Ausflugsrestaurant Haus Hammerstein, heute eine Bildungs- und Erholungsstätte des Landesverband Lebenshilfe NRW e. V., sowie der direkt an der Wuppertalsperre gelegene Aussichtspunkt Am Bilstein mit der frühmittelalterliche Ringwallanlage Am Bilstein.

### Friedenskapelle
Die Friedenskapelle Voßhagen wurde im Jahr 1985 erbaut. Sie steht neben dem russischen Ehrenfriedhof. Der Bau der Friedenskapelle in Voßhagen begann im Jahre 1985, das Richtfest erfolgte am 31. August 1985, die Einweihung erfolgte am 19. Oktober 1986. Um die Erhaltung und Pflege der Kapelle kümmert sich der Freundeskreis der Friedenskapelle Voßhagen e. V.
Die Glocke im Campanile hat den nominalen Schlagton a² und wird täglich zum Angelusläuten um 12 Uhr und 18 Uhr geläutet.

### Russischer Ehrenfriedhof
Auf dem russischen Ehrenfriedhof liegen 44 russische Zwangsarbeiter begraben, die teilweise am Fleckfieber starben. Traditionell gedenkt die Stadt Hückeswagen am Volkstrauertag durch eine Kranzniederlegung der Toten.

### Friedensstele und Skulpturengarten
Weithin sichtbar ist die im Jahr 2003 errichtete Friedensstele des Hückeswagener Künstlers Bernhard Guski. Eine beschreibende Tafel am Wegesrand erläutert dem Besucher das Kunstwerk. Direkt gegenüber befindet sich der so genannte Skulpturengarten, den man von dort einsehen kann.

## Wander- und Radwege
Der in unmittelbarer Nähe der Ortschaft gelegene Wanderparkplatz Voßhagen ist die Anlaufstelle für viele Naherholungssuchende. Von dort aus erreicht man bequem die Wanderwege rund um die Wuppertalsperre.
- Der Ortsrundwanderweg A7 läuft direkt an der Friedenskapelle und dem Ehrenfriedhof vorbei.
- Der Ortsrundwanderweg A8 an der Wuppertalsperre hat seinen Beginn am Wanderparkplatz.
- Der Ortswanderweg = von Kräwinklerbrücke nach Großkatern durchläuft Voßhagen.
- Der Ortswanderweg ■ von Kräwinklerbrücke zum Hückeswagener Zentrum durchläuft Voßhagen.